# Такахаси, Дайто
Дайто Такахаси (яп. 高橋 大斗 Такахаси Дайто, род. 16 декабря 1980 года в Китааките) — известный японский двоеборец, участник трёх Олимпийских игр, победитель этапов Кубка мира.
В Кубке мира Такахаси дебютировал в 1999 году, в марте 2004 года одержал свою первую победу на этапе Кубка мира. Всего на сегодняшний момент имеет 2 победы на этапах Кубка мира, обе в личных соревнованиях. Лучшим достижением в итоговом зачёте Кубка мира для Такахаси являются 5-е места в сезонах 2001—02 и 2003—04.
На Олимпиаде-2002 в Солт-Лейк-Сити стал 6-м в спринте, 12-м в индивидуальной гонке и 8-м в команде.
На Олимпиаде-2006 в Турине занял 15-е место в спринте, 6-е место в команде, а в индивидуальной гонке не добрался до финиша.
На Олимпиаде-2010 в Ванкувере стал 6-м в команде, кроме того, занял 27-е место в соревнованиях с нормального трамплина + 10 км.
За свою карьеру участвовал в пяти чемпионатах мира, лучший результат 5-е место в команде на чемпионате мира 2001 в финском Лахти.
Использует лыжи производства фирмы Atomic.